# カーネル・サンダースの呪い
カーネル・サンダースの呪い（カーネルサンダースののろい、英: "Curse of the Colonel"又は"the Colonel Sanders hex"）とは、1985年（昭和60年）10月16日に、日本プロ野球球団、阪神タイガースの21年ぶりのセントラル・リーグ優勝に狂喜した阪神ファンが、カーネル・サンダースの像を道頓堀川に投げ入れた因果で、翌年以降の同球団の成績が低迷した、という都市伝説である。

## 概要

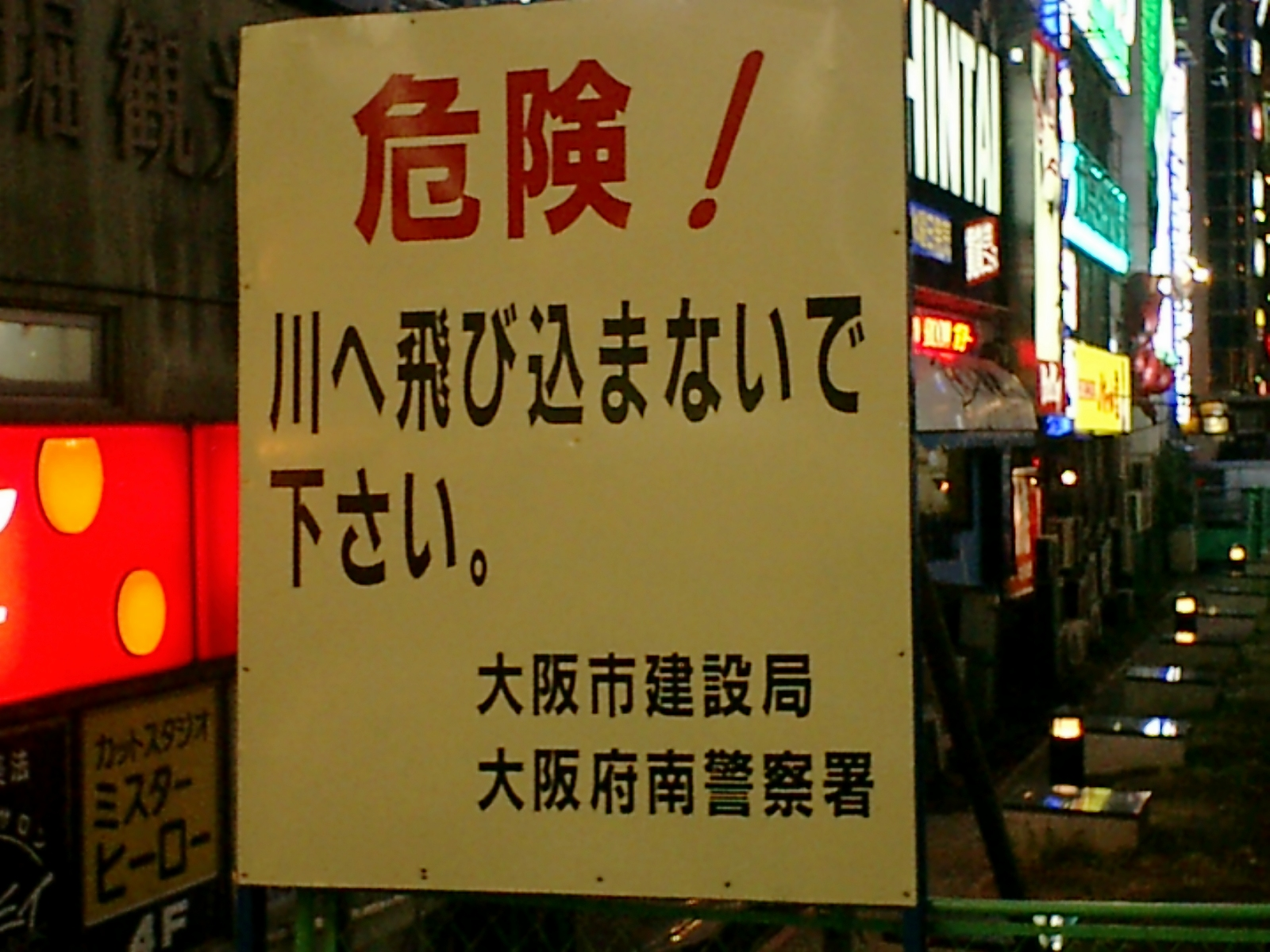
道頓堀川にある遊泳禁止の看板

1985年（昭和60年）10月16日、阪神のセントラル・リーグ優勝が決まった際に狂喜し半ば暴徒化した阪神ファン等が、大阪府大阪市南区（当時、現在の中央区）道頓堀に集結していた。群衆はケンタッキーフライドチキン道頓堀店（のち閉店。現存せず）に設置してあったカーネル・サンダースの像を、阪神優勝に大きく貢献した助っ人外国人のランディ・バースに見立て、制止しようとする店員に暴行を加えて担ぎ出し、胴上げの末に道頓堀川に投げ落とした。
この事件の翌年から、阪神タイガースは17年連続でリーグ優勝を逃しており、その急激に弱体化した原因は川底に葬り去られたカーネルの呪いではないかと野球ファンの間で囁かれ、都市伝説として定着した。一部のファンは像が回収されるまで優勝は無理だと信じていた。都市伝説定着の大きなきっかけとしては、1988年（昭和63年）3月に放送された朝日放送テレビ（ABC）のバラエティ番組『探偵!ナイトスクープ』が挙げられる。
当時川への飛び込みに参加した落語家桂福若の証言によると、高校の後輩が道頓堀川に放り投げたという。そのまま像は浮上せず、その後数年に一度の頻度で大阪市が行っていた道頓堀川の川底清掃作業（船を使ってヘドロやごみなどを除去する作業）でも発見できなかったが、23年半後の2009年（平成21年）3月10日に発見され、大きな反響を呼んだ（後述）。
同様の例として、2004年のワールドシリーズで勝利するまで80年以上もワールドチャンピオンから遠ざかっていたMLB球団、ボストン・レッドソックスもベーブ・ルースをニューヨーク・ヤンキースに放出したことが原因でバンビーノの呪いの下にあると言われていた時期があり、この二つの呪いは時折比較されている。レッドソックスファンも勝利を祝って破壊的行為を行う者も出るほどの熱狂的な応援で知られている。KFC秘伝の「11種類のハーブとスパイスのブレンド」のレシピを漏らそうとする者の生命に危険が及ぶとされる「カーネルの呪い」としても使用されてきた。

## 都市伝説

### ペナントレースや主力選手への影響
優勝の翌年、阪神は開幕から横浜大洋ホエールズに3連敗を喫した。その後阪神は復調するが主力の掛布雅之がデッドボールによる骨折など度重なる故障、エースの池田親興がベースカバーの際に骨折しそれぞれが戦線離脱。戦力が整わないまま本年のペナントレースを戦う事になる。また阪神はシーズン中、7連勝、9連勝と大型連勝をしたが連勝はいずれも大洋に止められてしまい最終的には広島、巨人に大きく差をつけられた3位に終わる。ただしこの時（1986年（昭和61年）当時）は「カーネル・サンダースの呪い」という言葉はまだなかった。
翌1987年（昭和62年）は球団史上最低勝率の勝率.331を記録。この年から2001年までの15シーズンで最下位が10回という暗黒時代を迎えた（詳細は暗黒時代 (阪神タイガース)を参照）。87年は日本テレビのニュース番組『ズームイン!!朝!』で、中継先の読売テレビのアナウンサー辛坊治郎（当時）、森たけしが、阪神が負けるたびに「なんぎやなあ」と嘆き（試合のない日の翌日も勝ち星がないということで「なんぎやなあ」と嘆いた）、流行語大賞銀賞を獲得するまでに至った（2人は後に負ける気せんねのタイトルでメジャーデビューを果たしている）。
1988年（昭和63年）には、バースが息子の病気治療への対応を巡り球団と対立し退団した後に引退し、掛布も度重なる故障で33歳の若さで引退。球団代表の古谷真吾が飛び降り自殺をするなど混乱を極めた。
低迷から脱し2003年（平成15年）と2005年（平成17年）にリーグ優勝。2007年（平成19年）から始まったクライマックスシリーズ（CS）では、2007年・2008年・2010年・2013年に出場し、いずれもファーストステージ（2位対3位の対戦）の段階で敗れており2014年のCSでは2位からファイナルステージで巨人を4連勝で退け、9年ぶりの日本シリーズ出場を果たした。その後2015年・2017年にも出場したが、いずれもファーストステージで1勝2敗で敗退、2019年はファイナルステージ敗退、2021年ファーストステージ敗退、2022年ファイナルステージ敗退といずれも日本シリーズに進出することは叶わなかった。2022年までに10回出場でクライマックスシリーズ通算1勝9敗うち7回ファーストステージで敗退するなど短期決戦での勝負弱さを露呈している。
日本シリーズに進出した2003年、2005年、2014年のいずれの年もパ・リーグのチームに敗退した。特に2005年の日本シリーズは、対戦相手であるロッテが日本シリーズ史上初となる3試合連続2桁得点で4試合合計33得点を挙げたのに対して、阪神は4試合合計でわずか4得点に終わり。阪神のあまりの不甲斐ない惨敗ぶりから、両軍のスコア合計に因む「33-4」や「334」が本シリーズを指すインターネットスラングとして定着してしまったほどである。

### 阪神のドラフト会議
また、阪神は日本一前年、即ちカーネル「受難」の前年の1984年（昭和59年）にドラフト1位で競合した嶋田章弘をクジで引いたのを最後に、その後12回のドラフト1位指名選手の競合で当たりクジを一切引いていなかった。詳細は以下の通り（表記はドラフト会議の年度、指名選手、競合球団数、交渉権獲得球団の順）。
- 1985年 - 清原和博（6球団競合、西武）
- 1986年 - 近藤真一（5球団競合、中日）
- 1987年 - 川島堅（3球団競合、広島）
- 1989年 - 野茂英雄（8球団競合、近鉄）
- 1990年 - 小池秀郎（8球団競合、ロッテ・ただし入団拒否）
- 1992年 - 松井秀喜（4球団競合、巨人）
- 2006年高校生 - 堂上直倫（3球団競合、中日）
- 2007年高校生 - 中田翔（4球団競合、日本ハム）
- 2007年大学生・社会人 - 大場翔太（6球団競合、ソフトバンク）
- 2008年 - 松本啓二朗（2球団競合、横浜）
- 2009年 - 菊池雄星（6球団競合、西武）
- 2010年 - 大石達也（6球団競合、西武）

さらに2008年の松本の際は外れ1位で指名した藤原紘通（2球団競合、楽天）も外している。ただし、中田の外れ1位で指名した髙濱卓也の交渉権は獲得している。
しかし、2012年度の会議において、藤浪晋太郎を引き当てたことでこのジンクスは途切れた。

## 道頓堀のカーネル・サンダース像

### 『探偵!ナイトスクープ』
1988年（昭和63年）3月、ABCのバラエティ番組、『探偵!ナイトスクープ』の第1回放送時の依頼のひとつとして、「道頓堀川に沈んだカーネル・サンダースを救え!」というものが放送された。ここで当時の探偵局長（司会者）の上岡龍太郎は「サンダース像を救出し、祓い清めない限り、阪神の優勝は永遠に望めない」と、梅原猛の『水底の歌』まで持ち出して力説した。
当時未だ駆け出しであった槍魔栗三助（生瀬勝久の当時の芸名）探偵局員（調査員）を送り出して第一回調査を始め、翌4月までの数度に亘って道頓堀川を潜水調査した様子が放送されたが、発見には至らなかった。この放送が「カーネル・サンダースの呪い」を広め、都市伝説として定着するきっかけとなった。1992年（平成4年）、低迷を続けていた阪神が7年ぶりに優勝争いに加わったとき、この「伝説」は東京のマスコミにも取り上げられて大きな話題を呼んだ。中にはこれを「関西には未だに怨霊思想がはびこっている」と考えてABCに取材に来たケースさえあり「これは元々番組が仕掛けたシャレで、関西人は誰も本気で『祟り』なんか信じていない」と説明しても、東京人をだます嘘に違いないとなかなか信じてもらえなかったという。当時の『ナイトスクープ』スタッフには巨人ファンはいても、阪神ファンは一人もいなかった。

### カーネル像再建とKFC日本法人の対応
事件後、道頓堀店から一旦カーネル像は姿を消すが、1992年（平成4年）に復活。今度は盗難されないようにと台座をボルトねじで固定した。ただし道頓堀店は、1998年（平成10年）に閉店した。
その後、KFC（ケンタッキーフライドチキン）の日本法人は、2003年（平成15年）の阪神リーグ優勝に際しカーネルのデフォルメキャラとのコラボレーショングッズを近畿地方などの店舗で発売しており、また2008年（平成20年）3月には、阪神の本拠地である阪神甲子園球場内にケンタッキーフライドチキンが開店し、阪神のタオルと応援メガホンを首にかけたカーネル像も設置された。

### カーネル像の発見

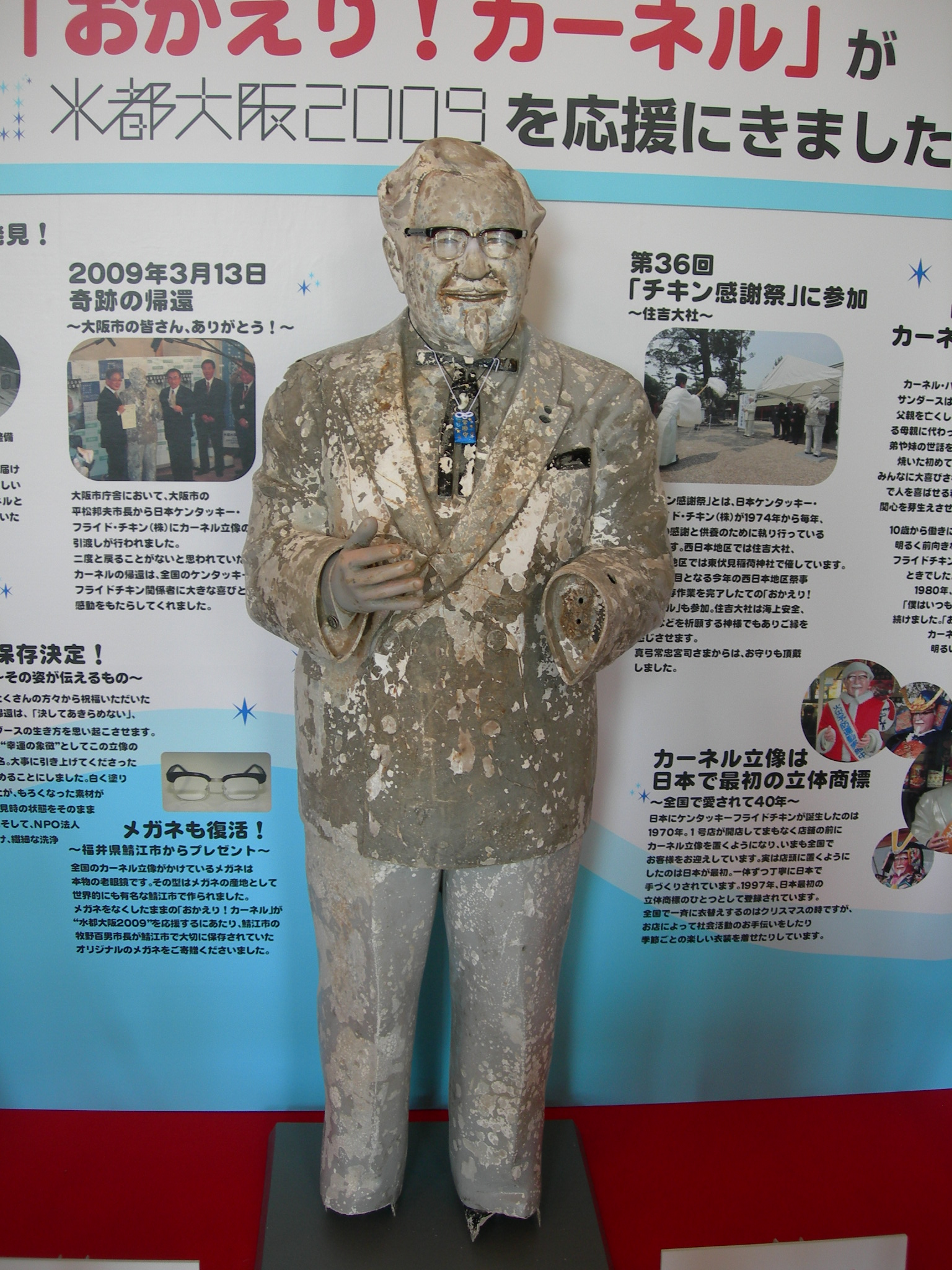
水都大阪2009で展示されたカーネル像

2009年（平成21年）3月10日、道頓堀川・戎橋下流200 - 300メートル付近、南側護岸から約5メートル、水深約2メートルの川底地点で、大阪市建設局による水辺整備事業の一環として障害物調査（不発弾の有無確認を最大目的とする）ならびに除去作業を依頼された南海辰村建設が潜水作業員を投入し、磁気探査作業中に反応があった川底を調査していたところ、1985年（昭和60年）に投げ込まれたとみられるカーネル・サンダース像の上半身が発見され、台船のクレーンで引き揚げられた。
引き上げた作業員たちは、これを人間の死体と勘違いしたが、すぐにカーネル・サンダース像であることを確認した。像はヘドロにまみれて灰色になり、眼鏡や手首も外れてしまっていたが、原形は留めていた。翌3月11日にも潜水作業員が引き続き調査したところ、8時53分に右手、9時頃に下半身が発見され引き揚げられ、11時25分頃に前日見つかった上半身部分と合体し、同じ像のものと確認された。
下半身・右手発見後の時点で眼鏡・両足首・左手は紛失状態であり、付近を入念に調査したが発見の可能性が薄い（水没中に破損もしくは流失したものと思料される）と判断されたため、同日捜索開始から50分後に作業打ち切りとなった。
発見された像について日本法人は、2009年（平成21年）3月時点で、他に行方不明の像は無く、外形・発見地点などの要素から当時に投げ込まれた像に間違いない、とコメントしている。像の処遇について、元来の所有権は道頓堀店にあったがすでに閉店しているため、日本法人が引き継いだ形で大阪市と協議していたが、同年3月11日に日本法人へ像の返還が決定し、同年3月13日に日本法人社長に引き渡された。
像は専門家にて検査と最小限の修復を行い、当面の間大阪市内にある警備会社の金庫で保管されることになった。紛失状態の眼鏡は、投げ込まれる以前に掛けていた同型のフレームが1990年前後まで製造を担当していた福井県鯖江市のメーカーに残存しており、鯖江市と福井県眼鏡協会から日本法人に贈呈された。
日本法人は返還後の像について、この伝説を世に広めるきっかけとなった2009年（平成21年）3月15日放送の「探偵!ナイトスクープ ザ・ゴールデン」に登場し、その後は甲子園球場内の店舗にて公開する構想や2010年春に完成予定の甲子園歴史館に展示する構想もあった。
1985年（昭和60年）当時の阪神監督であった吉田義男は「人形が見つかったと聞き、『歴史が終わったな』と感じた」と語った。

### 発見後のカーネル像
この像は2009年（平成21年）6月25日に、日本法人が実施している「チキン感謝祭」に併せ、NPO「文化財保存支援機構」による修復作業後の姿が住吉大社で公開され、「おかえり! カーネル」と命名された。同年8月には大阪市内で実施されるイベント「水都大阪2009」で展示された。また、KFC日本法人はこの「おかえり! カーネル」と通常のカーネル像のマスコットをつけた携帯ストラップを2009年8月から9月にかけて日本国内のケンタッキーフライドチキン店舗で限定発売した。
先述の甲子園歴史館での展示は歴史館から断りの連絡がなされ、同時に人形のモデルでもあり同社の創業者であるカーネル・サンダース本人の生前のキャラクターを考慮したことなどから、2009年（平成21年）12月17日をもって表舞台からの引退が決まった。
その後、像は甲子園球場最寄りの阪神甲子園店（阪神タイガースの親会社である阪神電気鉄道の甲子園駅前にある。阪神甲子園球場内には別に「甲子園球場店」が存在する）での展示が決定し、2010年（平成22年）3月19日から常設展示が実施されていたが、2012年（平成24年）1月16日から5月19日にかけて、奈良大学博物館の企画展に保存修復物の一例として貸し出される。
2013年（平成25年）3月には、日本KFCホールディングス本社へと移転、その後、2017年に本社が神奈川県横浜市へと移転したタイミングで、大阪市にある日本KFCホールディングス社関西オフィスへと移され、以降、社屋で展示されるようになった。2013年の移転を期に一般公開は終了したが、2023年時点では再度の一般公開が模索されていた。しかし同時に、ひび割れなど老朽化が激しいため、修復なしにはこれ以上の移動は難しいともされた。
2024年3月19日、日本KFCホールディングスは、大阪市の住吉大社でこのカーネル・サンダース人形の人形納めを行った（廃棄した）ことを発表した。理由として、人形の老朽化が進み、これ以上の保管が難しくなったためとしている。

## 呪いの終焉
1985年以降長らく日本一から遠ざかり、日本一はおろかリーグ優勝すら2005年以来達成できておらず、事あるごとに槍玉に挙げられていた「カーネル・サンダースの呪い」ではあったが、2023年に阪神は指揮官に1985年の日本一メンバーであり前回優勝時の監督でもあった岡田彰布を起用しチームは2005年以来18年振りのセ・リーグ優勝を果たし、クライマックスシリーズでも広島を3連勝で下し満を持して日本シリーズへ進出。オリックス・バファローズとの激闘の末に11月5日に行われた第7戦を勝利し4勝3敗で1985年以来38年ぶり2度目の日本一の栄冠を手に入れた。同日ケンタッキーフライドチキンの公式X（旧Twitter）では日本一を祝福する書き込みがあったほか、世界野球ソフトボール連盟も「カーネルサンダースの呪いに終止符」と銘打った記事を投稿。SNSにも「呪いが解けた」という書き込みが多く見られた。この結果、今回の日本一をもって38年続いた「呪い」は名実ともに完全に解かれることとなった。
ちなみに、2023年の日本シリーズで阪神が38年ぶりの日本一を決めた際、カーネルのコスプレをした男性が周囲から胴上げされたあと、道頓堀川に投げ込まれるという珍事も見られた。この投げ込まれたカーネル・サンダースは約30秒後、“行方不明”になる前に自力で川から上がり、仲間に救助され、無事に帰還した。

## 影響
この出来事を題材としたゲームが配信されたり、山羊（ヤギ）の呪い（ビリー・ゴートの呪い）と呼ばれる都市伝説があるシカゴ・カブスからオファーなど関連した展開が生まれている。
2006年（平成18年）夏に公開された映画『日本沈没』では、水没後の大阪市街にこのカーネル像が、阪神ユニフォーム着用のまましっかり存在している。

### 模倣犯
2002年（平成14年）6月14日、2002 FIFAワールドカップでサッカー日本代表がチュニジアを下したことを祝った一部のフーリガンが、三宮阪急駅前店にあったカーネル像を襲った。放り投げられ、手首が折れて持ち去られるなどの損傷を受けた。また、この当時店内にはたまたま大阪近鉄バファローズ（当時）のタフィ・ローズが来店中であった。

## 他球団の類似する事例
ビリー・ゴートの呪い
シカゴ・カブスはヤギの入場を断ったため、呪いによって1909年から2016年までの108年間にわたってリーグ優勝から離れていたといわれる。
弁当の呪い
千葉ロッテマリーンズが選手のコラボ弁当を販売すると、その選手が不調または故障するというジンクス。
そのほかの事例については、スポーツに関する都市伝説#野球を参照。